# Phanoperla ceylonica
Phanoperla ceylonica är en bäcksländeart som beskrevs av Kawai 1975. Phanoperla ceylonica ingår i släktet Phanoperla och familjen jättebäcksländor. Inga underarter finns listade i Catalogue of Life.